# 裂鯉
裂鯉（学名：Schizocypris brucei）为輻鰭魚綱鯉形目鲤科的一個種。分布於亞洲伊朗、阿富汗及巴基斯坦，體長可達到14公分，棲息在中底層水域。